# 山科教成
山科 教成（やましな のりしげ）は、鎌倉時代の公家。左衛門佐・平業房の次男。中納言・藤原実教の猶子。官位は正二位・権中納言。山科家の祖。

## 経歴
童名は金毘羅丸で、後白河法皇の下北面に仕えた。治承3年（1179年）に発生した治承三年の政変を通じて父・平業房が処刑されたのち、母の丹後局が後白河法皇の寵妃となったことから、法皇の命令により藤原実教の養子となる。
後白河院政期後期の文治3年（1187年）元服し、従五位下・中務少輔に叙任される。文治4年（1188年）従五位上・右兵衛佐に叙任されると、文治5年（1189年）正五位下、建久2年（1191年）左近衛少将、建久3年（1192年）従四位下と、母・丹後局の後押しにより後白河院政期末にかけて順調に昇進する。
同年後白河法皇が没するが、建久7年（1196年）従四位上、建久9年（1198年）正四位下、正治3年（1201年）左近衛中将、建仁2年（1202年）右兵衛督と武官を務めながら引き続き昇進を重ねる。当時、左近衛少将・藤原定家は若年ながら上﨟であった教成について、その出世ぶりと人品に反感と憤りを記している（『明月記』）。
建仁2年（1202年）には丹後局と組んで権勢を振るっていた内大臣・源通親が薨去して、後鳥羽上皇が本格的に院政を開始すると、丹後局の威信は急速に失墜する。しかし、異父妹・宣陽門院の威光もあって教成は引き続き昇進を続け、建仁4年（1204年）従三位に叙せられ公卿に列すと、承元2年（1208年）正三位、承元3年（1209年）参議に叙任された。議政官として左衛門督（検非違使別当）を兼ね、承元5年（1211年）には権中納言に昇任される。
建暦2年（1212年）従二位に昇進したのち、建保2年（1214年）権中納言を辞すが、建保3年（1215年）正二位に至る。建保4年（1216年）母・丹後局が没すると遺領の山科荘を相続し、これ以降教成の子孫は山科家の家名を名乗るようになる。承久3年（1221年）承久の乱後の7月に謹慎するが、10月にはこれを解かれて再び出仕した。
延応元年（1239年）4月13日薨去。享年63。

## 官歴
『公卿補任』による。
- 文治3年（1187年） 正月28日：元服、従五位下、中務少輔
- 文治4年（1188年） 正月23日：従五位上、右兵衛佐
- 文治5年（1189年） 正月5日：正五位下
- 建久2年（1191年） 11月5日：左近衛少将
- 建久3年（1192年） 正月5日：従四位下。正月27日：兼備前介
- 建久5年（1194年） 正月20日：辞少将
- 建久7年（1196年） 正月5日：従四位上（宣陽門院御給）
- 建久8年（1197年） 10月1日：還任少将
- 建久9年（1198年） 正月11日：聴新帝昇殿。正月30日：兼備中介。11月21日：正四位下（大嘗会国司賞）
- 正治2年（1200年） 4月24日：聴春宮昇殿
- 正治3年（1201年） 正月29日：左近衛中将
- 建仁2年（1202年） 正月21日：右兵衛督
- 建仁3年（1203年） 正月23日：左兵衛督
- 建仁4年（1204年） 正月13日：従三位
- 承元2年（1208年） 正月13日：正三位（宣陽門院御給）
- 承元3年（1209年） 4月10日：参議、左兵衛督如元。11月4日：兼左衛門督
- 承元5年（1211年） 正月18日：兼検非違使別当、9月8日：権中納言、去督別当
- 建暦2年（1212年） 正月5日：従二位（宣陽門院御給）
- 建保2年（1214年） 正月13日：辞権中納言
- 建保3年（1215年） 4月12日：正二位
- 建保4年（1216年） 2月22日：服解（母）
- 承久3年（1221年） 7月20日：恐懼。10月：許出仕
- 嘉禄3年（1227年） 4月3日：服解（父）
- 延応元年（1239年） 4月13日：薨去

## 系譜
『尊卑分脈』による。
- 養父：藤原実教
- 父：平業房
- 母：高階栄子（丹後局）
- 生母不詳の子女
  - 男子：山科教房
  - 男子：藤原教綱
  - 男子：藤原教経
  - 男子：藤原教基
  - 男子：藤原教高
  - 男子：冷泉忠成 - 或いは藤原公長の子[2]